# Зуни-Бандера
Зуни-Бандера — вулканическое поле в горах Зуни в округе Цибола американского штата Нью-Мексико. Покрывает площадь около 2460 км²; длина — 90 км, ширина — до 35 км. Высота вершины — 2550 м. Последнее извержение датируется 1170 годом до н. э. (± 300).